# Richard Edward Miller

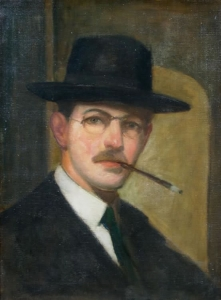
Richard Miller, zelfportret

Richard Edward Miller (Saint Louis, 22 maart 1875 – St. Augustine (Florida), 23 januari 1943) was een Amerikaans kunstschilder. Hij wordt gerekend tot het Amerikaans impressionisme en maakte vooral naam met zijn portretten van enigszins loom poserende vrouwen.

## Leven en werk
Miller was de zoon van een waterbouwkundig ingenieur en studeerde van 1891 tot 1897 aan de 'Washington University School of Fine Arts' te Saint Louis, de eerste kunstopleiding in de Verenigde Staten die deel uitmaakte van een universiteit. Vervolgens zette hij, als zo vele Amerikaanse kunstschilders in die tijd, zijn studies voort in Parijs, aan de Academie Julian, bij Jean-Paul Laurens en Benjamin Constant. In de zomers sloot hij zich aan bij de voornamelijk uit Amerikanen bestaande impressionistische kunstenaarskolonie te Giverny, waar Claude Monet woonde en werkte en waar hij bevriend raakte met Frederick Carl Frieseke en Guy Rose. Hij raakte daar sterk onder invloed van het impressionisme. 

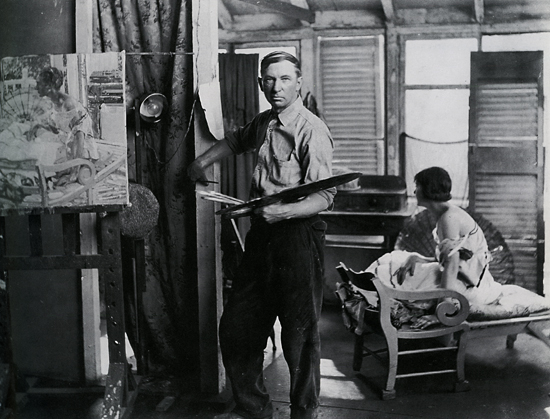
Richard Miller in zijn studio.

Hoewel hij ook landschappen schilderde, maakte Miller vooral naam met zijn grote portretten van enigszins loom poserende vrouwen, in zonnige interieurs of bloemrijke buitenlocaties, vaak met attributen als een spiegel, een ketting of een boek in de hand. Hij onderscheidde zich van andere impressionisten door zijn zorgvuldige aandacht voor belijningen. Anders dan bijvoorbeeld zijn vriend Frieseke, met wie hij veel gemeen had, hechtte hij veel waarde aan de schoonheid van zijn modellen.
Singer maakte regelmatig studiereizen in Europa en deed ook Nederland enkele keren aan, in elk geval in 1903, toen hij enkele werken schilderde op Walcheren, en in 1912, toen hij op bezoek was bij Anna en William Singer, van wie hij een dubbelportret maakte.
Pas bij het uitbreken van de Eerste Wereldoorlog zou Miller naar de Verenigde Staten terugkeren. In 1917 vestigde hij zich te Provincetown (Massachusetts), waar toen een kleine kolonie Amerikaanse impressionisten werkzaam was. Hij werd meermaals onderscheiden, werd in 1914 volwaardig lid van de National Academy of Design en in 1920 opgenomen in het Franse Legioen van Eer. Hij overleed in 1934, 68 jaar oud. 
Millers  werk is te zien in tal van belangrijke Amerikaanse musea, waaronder het Metropolitan Museum of Art te New York en het Art Institute of Chicago. Ook het Singermuseum te Laren heeft werk van Miller in zijn collectie. Kunstverzamelaars Anna en William Singer, grondleggers van het museum, waren goede vrienden van Miller, die ook hun portret zou schilderen. Ze namen met name tussen 1907 en 1909 meerdere werken van hem over. De Singers kochten in het eerste decennium van de 20e eeuw sowieso veel werk aan van Amerikaanse impressionisten nadat schilderijen van Franse impressionisten te duur waren geworden.

## Hollandse werken

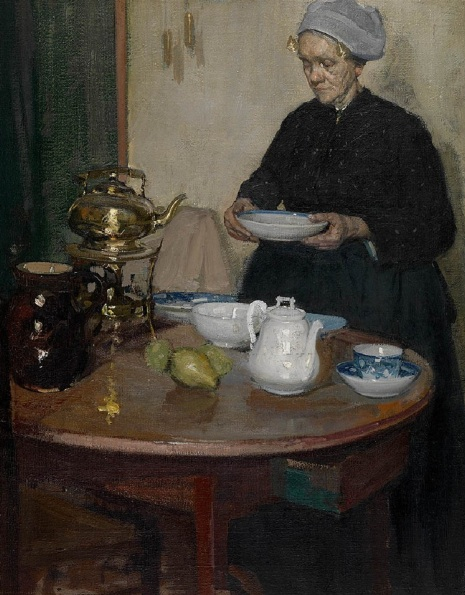
Vrouw bij de koffietafel, Walcheren
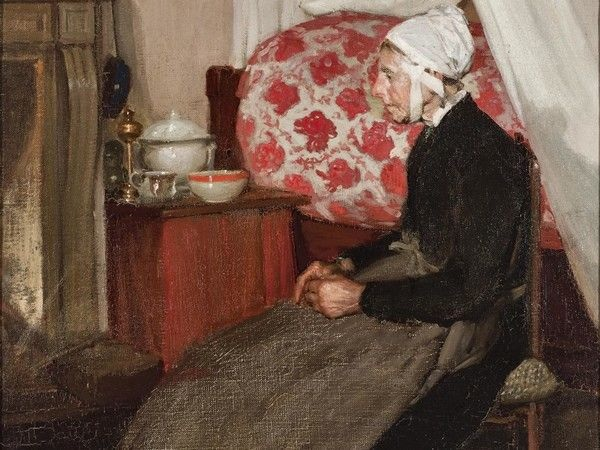
Old Dutch Woman, 1903

## Vrouwportretten

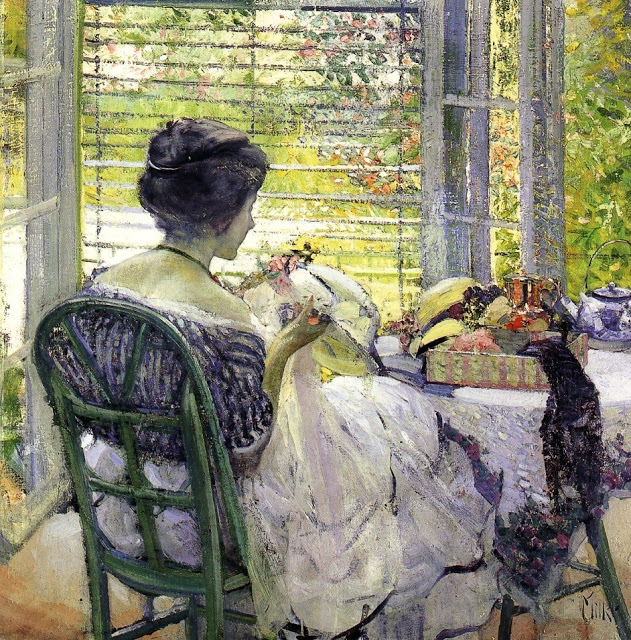
The Milliner
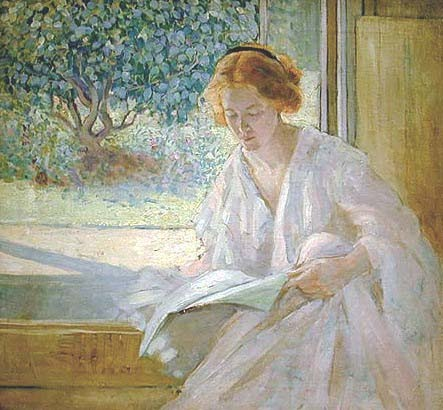
Summer Morning
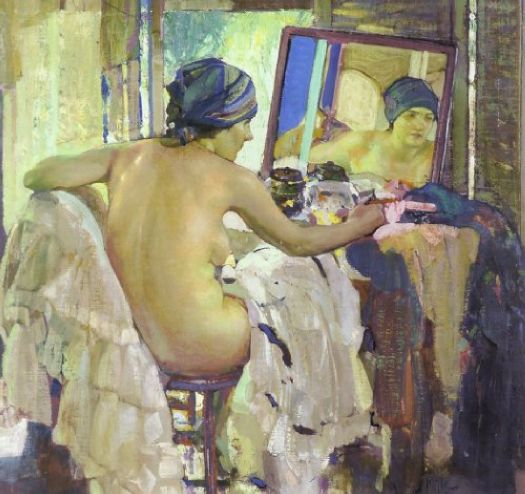
Reflections at the Dressing Table
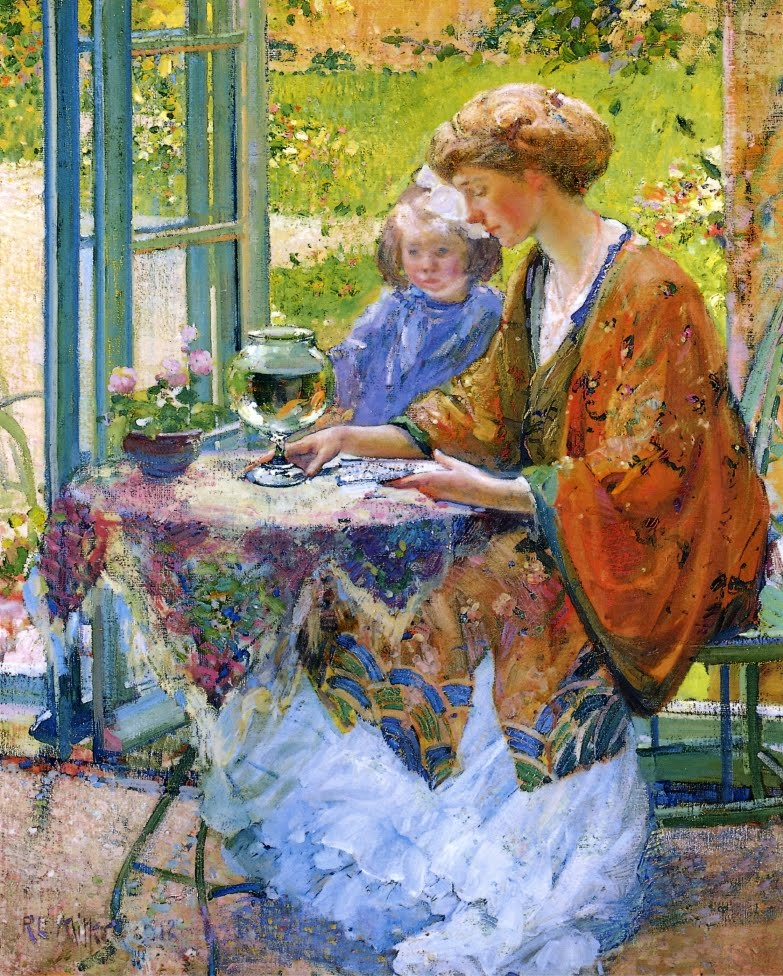
Goldfish
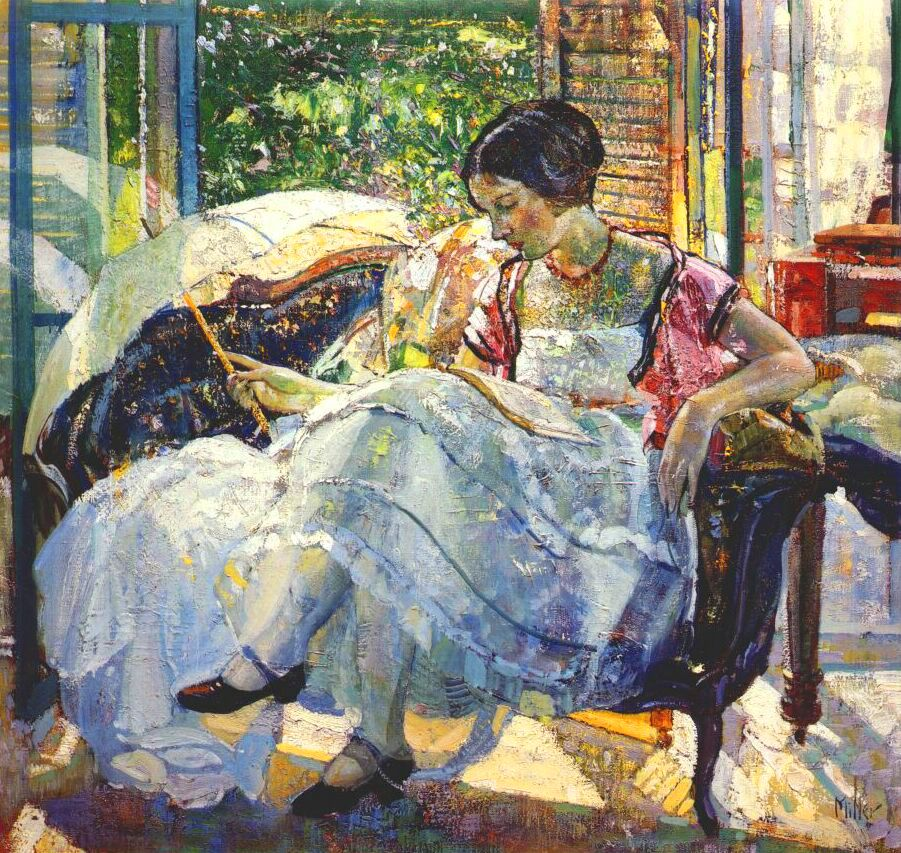
Lady Reading
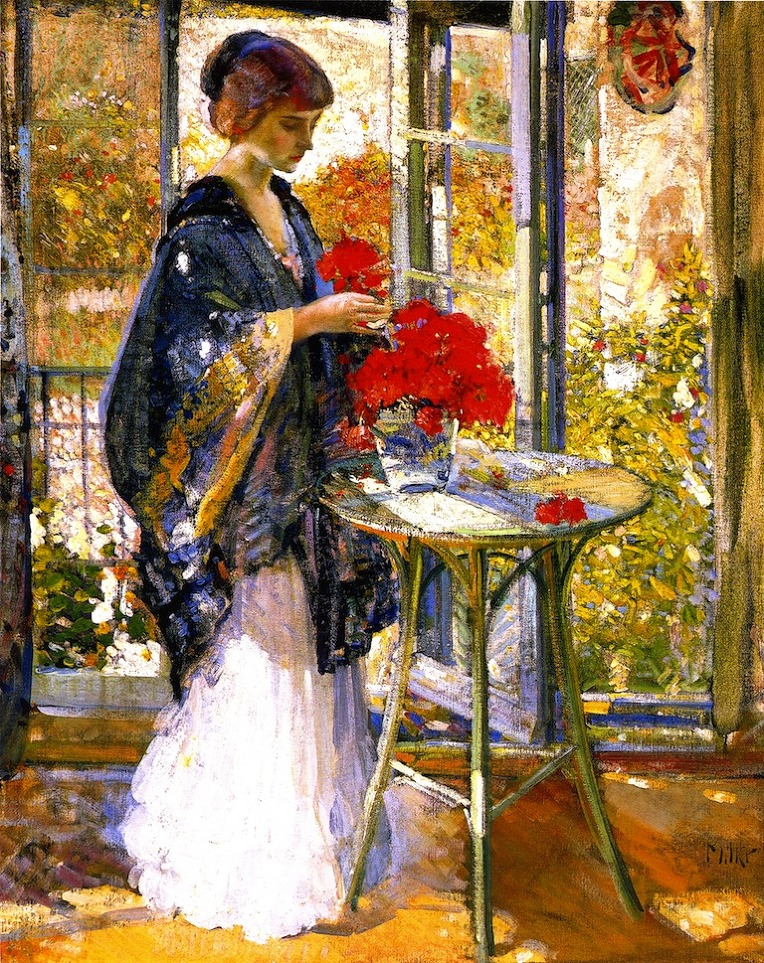
Morning Sunlight
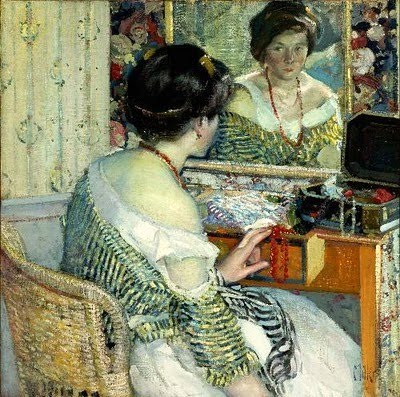
Reflections
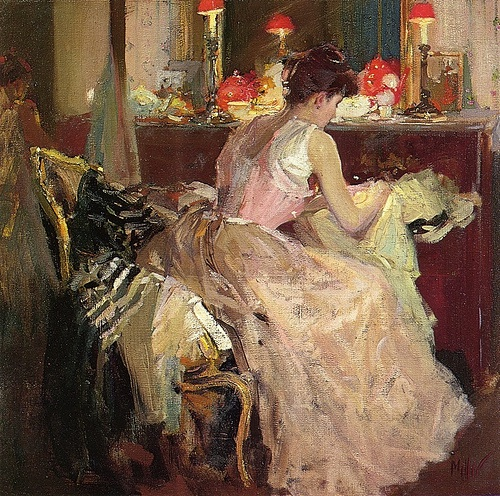
Sewing by Lamplight
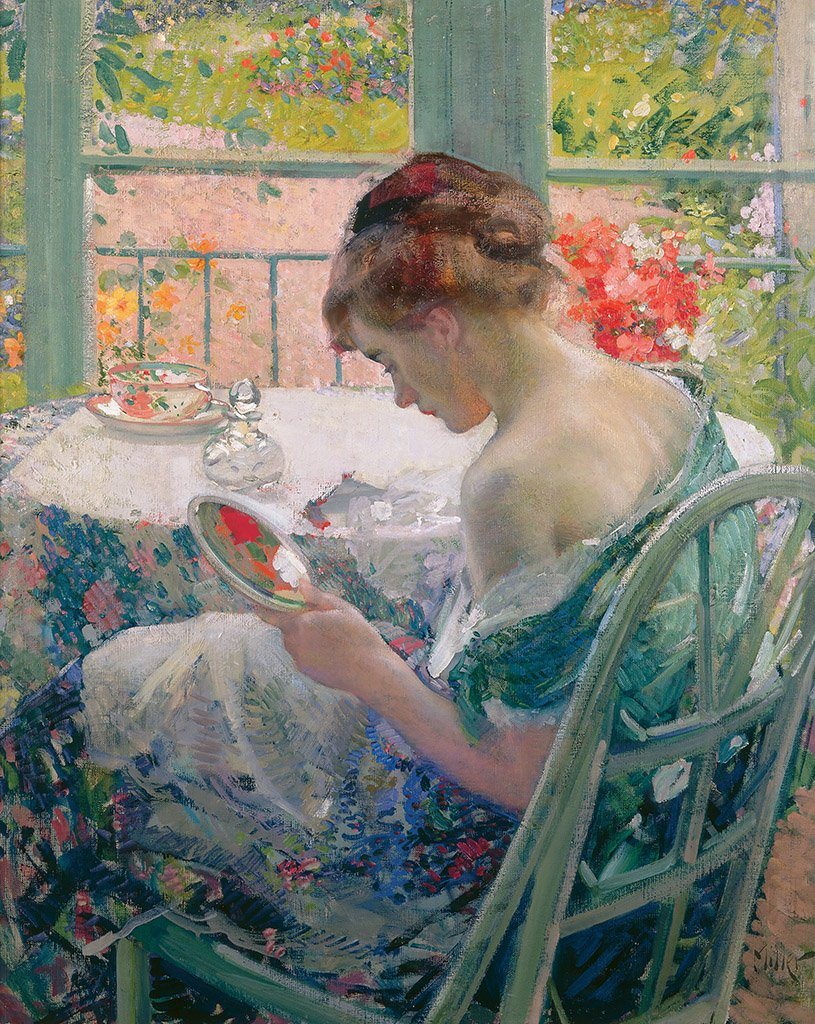
La Toilette
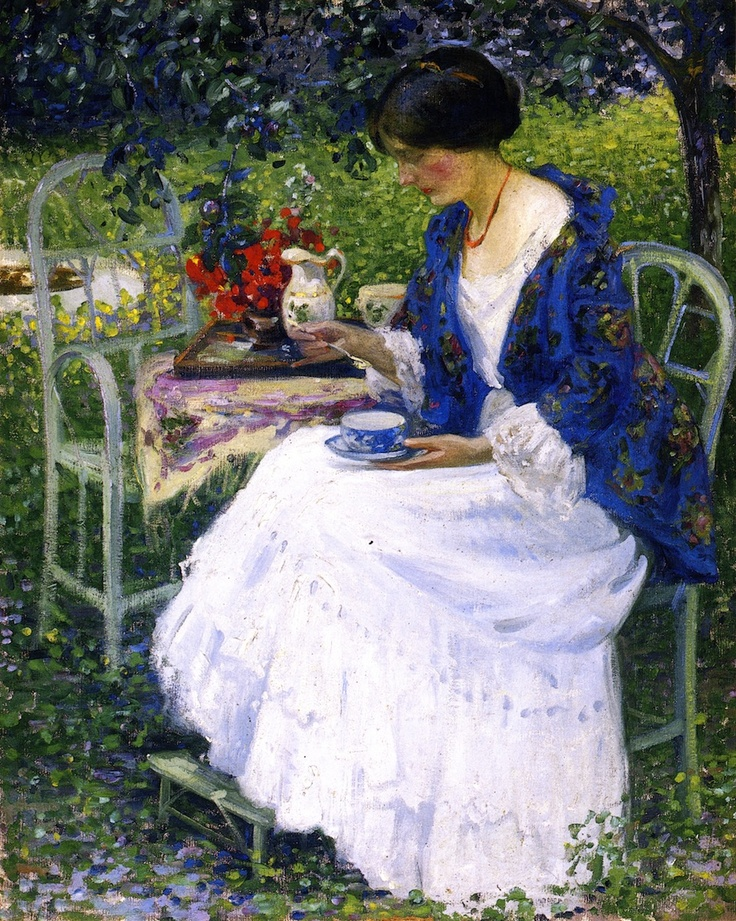
Tea in the Garden